# Hukou, Jiujiang
Hukou, tidigare romaniserat Hukow, är ett härad som lyder under Jiujiangs stad på prefekturnivå i Jiangxi-provinsen i sydöstra Kina.

## Kuriosa
I Tintin-albumet Blå lotus, utspelas en episod i Hukou, där Tintin räddar Tchang Tchong-Jen från att drunkna efter en järnvägsolycka.